# Jean Weigle
Jean Weigle  (* 9. Januar 1901 in Genf; † 28. Dezember 1968 in Pasadena (Kalifornien)) war ein Schweizer Biophysiker und einer der Pioniere der Phagenforschung.

## Leben
Jean Weigle studierte Physik und Chemie an der Universität Genf mit der Promotion 1923. Er war von 1924 bis 1930 Professor für Physik an der University of Pittsburgh und 1930 bis 1948 Professor für Experimentalphysik in Genf, wo er 1945 an der Entwicklung des ersten Elektronenmikroskops der Schweiz beteiligt war (mit Eduard Kellenberger u. a.). 1948 ging er (nach einem ersten Herzinfarkt) wieder in die USA, wandte sich ganz der Biologie zu und wurde Research Fellow am Caltech in Pasadena, was er bis 1968 blieb. Als Kollege und in der Gruppe von Max Delbrück, dem dortigen Haupt der Phagenforschung, leistete er dort grundlegende Beiträge auf diesem Gebiet.
1945 war er einer der Gründer der Zeitschrift Experientia. Er war Mitglied der Schweizer Delegation bei der Vorbereitung der UNESCO. 1947 wurde er Ehrendoktor der Case Western Reserve University. 1962 erhielt er den Prix des trois physiciens. Ihm zu Ehren lädt die Universität Genf seit 1969 jährlich einen angesehenen Wissenschaftler aus dem Bereich der Molekularbiologie zur Weigle Lecture ein. In den 1930er und 1940er Jahren begründete er an der Universität Genf die Molekularbiologie (das Institut für Molekularbiologe wurde dort erst 1964 gegründet).
1931 heiratete er die Amerikanerin Ruth Juliette Lévy.

## Schriften
- mit Max Delbrück: Mutual exclusion between an infecting phage and a carried phage, J. Bacteriol., Band  62, 1951, S. 301–318.
- Induction of Mutations in a Bacterial Virus, Proc. Nat. Acad. USA, Band 39, 1953, S. 628–636.